# Limnophora biprominens
Limnophora biprominens är en tvåvingeart som beskrevs av Zhang och Xue 1996. Limnophora biprominens ingår i släktet Limnophora och familjen husflugor.
Artens utbredningsområde är Guizhou (Kina). Inga underarter finns listade i Catalogue of Life.